# Barešani
Barešani är en ort i Nordmakedonien. Den ligger i kommunen Bitola, i den södra delen av landet, 120 kilometer söder om huvudstaden Skopje. Barešani ligger 620 meter över havet och antalet invånare är 205.